# Гор, Артур, 6-й граф Арран
Артур Джоселин Чарльз Гор, 6-й граф Арран (англ. Arthur Jocelyn Charles Gore, 6th Earl of Arran; 14 сентября 1868 — 19 декабря 1958) — англо-ирландский пэр и военный. Он носил титул учтивости — виконт Садли с 1884 по 1901 год.

## Биография
Родился 14 сентября 1868 года в Айот-Сент-Питер, Хартфордшир . Единственный сын Артура Сондерса Гора, 5-го графа Аррана (1839—1901), и его первой жены, леди Эдит Элизабет Генриетты Джоселин (1845—1871), дочери Роберта Джоселина, виконта Джоселина, старшего сына Роберта Джоселина, 3-го графа Родена.
Второй лейтенант 3-го батальона Беркширского ополчения (мая 1887 года), лейтенант (ноябрь 1888 года). Затем он перешел из ополчения в регулярную армию, став вторым лейтенантом Королевской конной гвардии в ноябре 1889 года, получил чины лейтенанта в апреле 1892 года и капитана в марте 1895 года. После начала Второй англо-бурской войны в конце 1899 года он поступил в сводный кавалерийский полк для участия в военных действиях. Он отплыл в Южную Африку на корабле СС «Наррунг» в начале февраля 1900 года и был командиром различных кавалерийских отрядов на борту корабля, всего 200 человек . За службу на войне в ноябре 1900 года ему было присвоено звание бревет-майора . Позже он участвовал в Первой мировой войне и дослужился до чина подполковника.
14 марта 1901 года после смерти своего отца Артур Гор унаследовал титулы  6-го графа Аррана с островов Арран в графстве Голуэй (Пэрство Ирландии),  6-го виконта Садли из Касл-Гора в графстве Мейо (Пэрство Ирландии),  6-го барона Сондерса из Дипса в графстве Уэксфорд (Пэрство Ирландии),  2-го барона Садли из Кал-Гора в графстве Мейо (Пэрство Соединённого королевства) и  8-го баронета Гора
из Ньютаунгора в графстве Мейо, став членом Палаты лордов Великобритании.
Артур Гор был мировым судьей графства Хартфордшир, графства Лаут и графства Мейо, заместителем лейтенанта графства Мейо и графства Эссекс, занимал должность лорда-лейтенанта графства Донегол с 1917 по 1920 год. В 1909 году он был удостоен звания кавалера ордена Святого Патрика, принят в Тайный совет Ирландии в 1917 году.

## Семья
Лорд Арран был дважды женат. 16 августа 1902 года Артур Гор женился на Мод Жаклин Мари Боклерк ван Каттендайк (12 декабря 1879 — 6 марта 1927), дочери Хюссена ван Каттендайка, 3-го барона ван Каттендайка , и Матильды Юлианы Луби. У супругов было два сына:
- Артур Пол Джон Джеймс Чарльз Гор, 7-й граф Арран (31 июля 1903 — 28 декабря 1958), покончил жизнь самоубийством через девять дней после того, как унаследовал титул.
- Артур Стрэндж Каттендайк Дэвид Арчибальд Гор, 8-й граф Арран (5 июля 1910 — 23 февраля 1983). Он женился на Фионе Колкухун в 1937 году. У них двое сыновей:
  - Артур Десмонд Кохун Гор, 9-й граф Арран (род. 14 июля 1938), в 1974 году женился на Элеоноре ван Катсем. У них две дочери.
  - Достопочтенный Филип Гор (род. 22 марта 1943).

17 декабря 1929 года лорд Арран женился вторым браком на Лилиан Констанс Куик (ок. 1874 — 25 января 1961), дочери Джозефа Куика.
Лорд Арран умер 19 декабря 1958 года в возрасте 90 лет в Труро, Корнуолл, Великобритания, и его титулы унаследовал его старший сын Артур.